# Hémevez
Hémevez ist eine französische Gemeinde mit 186 Einwohnern (Stand: 1. Januar 2022)
im Département Manche in der Region Normandie. Sie gehört zum Arrondissement Cherbourg und zum Kanton Valognes. 
Sie liegt auf der Halbinsel Cotentin. Nachbargemeinden sind Flottemanville im Nordwesten, Sortosville im Norden, Saint-Cyr im Nordosten, Le Ham im Südosten und Urville im Südwesten.

## Bevölkerungsentwicklung
| Jahr      | 1962 | 1968 | 1975 | 1982 | 1990 | 1999 | 2008 | 2015 |
| --------- | ---- | ---- | ---- | ---- | ---- | ---- | ---- | ---- |
| Einwohner | 172  | 141  | 124  | 143  | 150  | 147  | 172  | 182  |

## Sehenswürdigkeiten

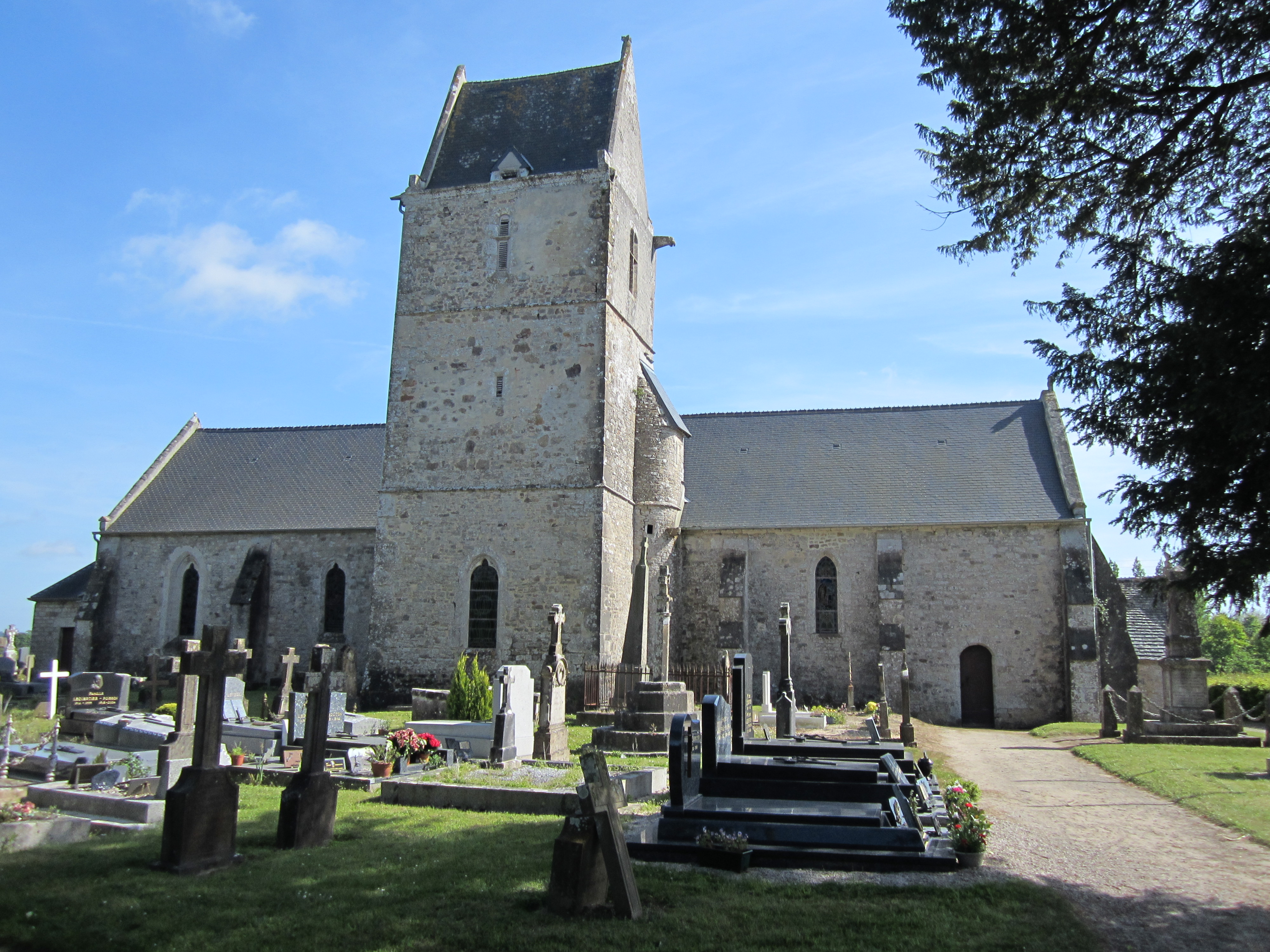
Kirche Notre-Dame

- Kirche Notre-Dame
- Flurkreuz